# أكبر كذاب (مسلسل)
أكبر كذاب هو مسلسل كوميدي عراقي، من إخراج علي أبو خمرة - مهند أبو خمرة، وتأليف حسين نجار ومحمد خماس وفاضل بغدادي. حاز المسلسل على جائزة أفضل عمل كوميدي في مهرجان القاهرة للإعلام العربي عام 2012م وأفضل عمل كوميدي في العراق. [بحاجة لمصدر] حيث يتناول الجزء الأول أشهر الأفلام العالمية بطريقة كوميدية. حيث تم تصوير أهم وأشهر ثلاثين فيلم سينمائي بطريقة كوميدية وباستخدام تقنيات الكرافيكس ولكن بأسلوب كوميدي ويتناول الجزء الثاني أشهر القصص العالمية.

## بطولة الجزء الأول
- بطولة: إياد راضي - ميس كمر - سعد خليفة - زهير محمد رشيد
- بطولة: ريسان مطر - نادية العراقية

## بطولة الجزء الثاني
- بطولة: اياد راضي - ملايين - سعد خليفة - زهير محمد رشيد
- بطولة: ريسان مطر - نادية العراقية

## كادر العمل الجزء الأول
- إخراج: علي أبو خمرة - مهند أبو خمرة
- منتج منفذ: شركة إيتانا للإنتاج التلفزيوني Etana Production - علي أبو خمرة
- تأليف: حسين نجار - فاضل بغدادي
- تاريخ عرض المسلسل: 2012م

## كادر العمل الجزء الثاني
- إخراج: علي أبو خمرة - مهند أبو خمرة
- منتج منفذ: شركة ايتانا للإنتاج التلفزيوني Etana Production - علي أبو خمرة
- تاليف: حسين نجار - فاضل بغدادي - محمد خماس
- تاريخ عرض المسلسل: 2013م